# 蝽虫瘟霉
蝽虫瘟霉（学名：Zoophthora pentatomis）是属于虫霉目虫霉科虫瘟霉属的一种真菌，寄生在蝽象上。该种分布于中国。